# 環保南
環保南（英語：Wan Po South，代號Q29）選區是香港西貢區議會下轄的選區，2015年設立，2023年取消，末任區議員為民生圓桌成員張美雄。

## 範圍
選區位於將軍澳新市鎮東南部，包括日出康城第一期以外範圍（第2期領都、領峯、領凱、第3期緻藍天、第4期晉海、第5期MALIBU、第6期LP6、第7期 MONTARA、GRAND MONTARA、第8期SEA TO SKY、第9期MARINI、GRAND MARINI、OCEAN MARINI、第10期LP10、第11期凱柏峰、第12至13期有得公佈）和將軍澳工業邨，當中以環保大道出入，名稱源自原有環保選區，鄰近選區包括坑口東、環保北，西面與維景選區隔海相望，南面則與小西灣相對，投票站設於康城社區會堂。
選區主要為日出康城所發展的臨海私人住宅群，多為中產居民或高收入家庭，2016年中期人口統計結果顯示日出康城人均月入達六萬港元，亦有約13%非華裔外籍人口（不計外傭）居住。

## 沿革
2011年區議會選舉以前，私人屋苑清水灣半島與環保大道沿線至將軍澳工業邨一帶劃為環保選區，由於人口不足以獨立成為一區，需要加入其他屋苑，包括2003年與坑口安寧花園、南豐廣場、新寶城一帶及2007年選舉將軍澳市中心寶盈花園一帶，而議席亦由不同人士勝出。
直到2000年代後期日出康城陸續發展，2010年選舉管理委員會將環保選區重新劃分，成為以清水灣半島、環保大道沿線劃為單一環保選區，當時前自由黨員的方國珊由委任議員轉戰民選，還有民主黨張志董及自由黨派出新人徐潤容與方國珊競選。方2008年擔任委任區議員後經營將軍澳區，2010年退出自由黨後更組織團體專業動力服務西貢及將軍澳新市鎮，由於方氏不容於泛民建制兩邊，立場被視為中間派。雖然於選舉期間方氏被指其工程師資格不獲國際認可及其假業主的身份，但仍以近88%得票率，大勝分別只得239及169票的張志董及徐潤容當選。
2014年選舉管理委員會因應日出康城第二、三期及環保大道以東的屋苑峻瀅入伙帶動人口增加，將環保選區分拆為環保北和環保南兩個選區。當中清水灣半島、峻瀅和日出康城第一期劃為環保北，而日出康城其餘期數及將軍澳工業邨劃為環保南。
2015年區議會選舉，方國珊留守於較早發展的環保北，結果以八成得票當選，而環保南則由其助理兼專業動力成員張美雄以八成得票打敗民建聯胡綽謙。
2019年區議會選舉，專業動力張美雄爭取連任，對上將軍澳民生關注組姜新華和獨立的吳可淇，最終奪得逾3,500票順利連任。2022年1月，張聯同西貢區議會議員張展鵬及前議員陳繼偉退出專業動力，並另牽頭成立中間派的智庫組織民生圓桌。

## 歷屆議員
| 屆別           | 議員   | 政治聯繫            | 政治聯繫 |
| -------------- | ------ | ------------------- | -------- |
| 2016年－2019年 | 張美雄 |                     | 專業動力 |
| 2020年－2023年 | 張美雄 | 專業動力 → 民生圓桌 |          |

## 歷屆選舉結果
| 政党   | 政党             | 候选人    | 票数  | %     | ±      |
| ------ | ---------------- | --------- | ----- | ----- | ------ |
|        | 將軍澳民生關注組 | ①. 姜新華 | 2,063 | 30.43 | 不適用 |
|        | 專業動力         | ②. 張美雄 | 3,577 | 52.77 | ▼27.46 |
|        | 獨立             | ③. 吳可淇 | 1,139 | 16.80 | 不適用 |
| 多数票 | 多数票           | 多数票    | 1,514 | 22.34 | ▼38.12 |

| 政党   | 政党     | 候选人    | 票数  | %     | ±      |
| ------ | -------- | --------- | ----- | ----- | ------ |
|        | 專業動力 | ①. 張美雄 | 2,188 | 80.23 | 新選區 |
|        | 民建聯   | ②. 胡綽謙 | 539   | 19.77 | 新選區 |
| 多数票 | 多数票   | 多数票    | 1,649 | 60.46 | 新選區 |